# Inez (Texas)
Inez è un census-designated place (CDP) degli Stati Uniti d'America della contea di Victoria nello Stato del Texas. La popolazione era di 2 098 abitanti al censimento del 2010. Fa parte dell'area metropolitana di Victoria.

## Geografia fisica
Inez è situata a 28°52′31″N 96°47′39″W (28.875316, -96.794120).
Secondo lo United States Census Bureau, il CDP ha una superficie totale di 154,46 km², dei quali 154,34 km² di territorio e 0,12 km² di acque interne (0,08% del totale).

## Società

### Evoluzione demografica
Secondo il censimento del 2010, la popolazione era di 2 098 abitanti.

### Etnie e minoranze straniere
Secondo il censimento del 2010, la composizione etnica del CDP era formata dal 93,76% di bianchi, l'1,48% di afroamericani, lo 0,48% di nativi americani, lo 0,19% di asiatici, lo 0% di oceanici, il 2,53% di altre razze, e l'1,57% di due o più etnie. Ispanici o latinos di qualunque razza erano il 13,3% della popolazione.